# Widderberg (Weimar)
Der Widderberg ist ein Wetterhügel in der Wallendorfer Siedlungsflur von Weimar. Er ist mit 282 m der höchstgelegene Punkt der Wallendorfer Siedlungsflur. Er hieß 1634 Am Wiederberg und liegt im Westen der Gemarkung. Durch seine Lage konnten die wetterformenden wandernden Tiefdruckgebiete erkannt werden. Im Jahre 1987 gelang Dieter Schäfer vom Museum für Ur- und Frühgeschichte Thüringens mit dem Fund eines altsteinzeitlichen Oberflächenplatzes im Stadtgebiet Weimars der Nachweis der ältesten menschlichen Spuren vor 300.000 Jahren. In der Nähe liegen der Lottenbach und der Kirschbach. Dass er seinen heutigen Namen nicht ohne Grund hat, zeigt der benachbarte Lämmerrainweg, womit auf die einstige Bedeutung der Schafzucht hingewiesen ist.
Am Widderberg gibt es einen Kleingartenverein mit einer Fläche von 17.704 m² und 43 Parzellen sowie einen Reiterhof. Der Zugangsweg heißt Widderbergweg. Dieser endet an der Erfurter Straße.